# Colorado Street Bridge (Kalifornien)
Die Colorado Street Bridge ist eine Straßenbrücke über den Arroyo Seco in Pasadena, Kalifornien, USA.
Die 1913 eröffnete Betonbogenbrücke wurde 1975 von der American Society of Civil Engineers in die Liste der geschichtlichen Meilensteine der Ingenieurbaukunst aufgenommen, 1981 im National Register of Historic Places registriert und ist im Historic American Engineering Record (HAER) dokumentiert.

## Lage
Die Brücke liegt im Zuge des West Colorado Boulevard (seinerzeit die Colorado Street), der früher wichtigsten Verbindung zwischen Pasadena und Glendale sowie Los Angeles. Nördlich von ihr verläuft seit 1953 der Ventura Freeway mit der 13-spurigen Pioneers Bridge, der den überörtlichen Verkehr übernommen hat. Sie überspannt das tief eingeschnittene Tal des Arroyo Seco, ehemals ein meist trockenes Bachbett in einer wenig besiedelten Gegend, seit den 1930er Jahren aber ein zum Los Angeles County Flood Control District gehörender, voll ausbetonierter Kanal. Nahe an dem Kanal verläuft der South Arroyo Boulevard, eine gewundene, zweispurige Straße. Im Talgrund steht zwischen den Pfeilern der großen Brücke die kleine, 1914 zur leichteren Bewirtschaftung der angrenzenden Pflanzungen gebaute, Parker-Mayberry Bridge.

## Beschreibung
Die Colorado Street Bridge quert den Arroyo Seco in einer langen Kurve mit einer Serie von 9 unterschiedlich weiten Betonbögen, die an beiden Enden von 3 schmalen Rundbogen flankiert werden. Die Kurve war erforderlich, um schwierige Untergrundverhältnisse zu umgehen. Wegen der unterschiedlich hohen Lage des angrenzenden Geländes hat die Brücke ein Gefälle in Ost-West-Richtung von 2,65 %.
Die Stahlbeton-Brücke ist insgesamt 447,30 m (1467 ½ ft) lang, ihre größte Höhe über Grund ist 45 m. Die parabelförmigen Bögen haben Stützweiten (von West nach Ost) von 46,18 + 67,97 + 46,18 + 34,75 + 5×34,44 m (in Fuß: 151 ½ + 223 + 151 ½ + 114 + 5×113 ft). Die zweispurige Brücke hatte ursprünglich eine 8,53 m breite Fahrbahn und zwei 1,52 m breite Gehwege. Bei der Restaurierung Anfang der 90er Jahre wurde das Brückendeck beidseits um 30 cm und die Fahrbahn auf 9,14 m (30 ft) erweitert, dafür aber die Gehwege etwas verengt, so dass die nun vorgeschriebenen Leitplanken zwischen Fahrbahn und Gehweg eingebaut werden konnten. Die Balustraden sind über jedem Pfeilerpaar durch einen kleinen Balkon mit einer Sitzbank unterbrochen, die von zwei Kandelabern flankiert werden.

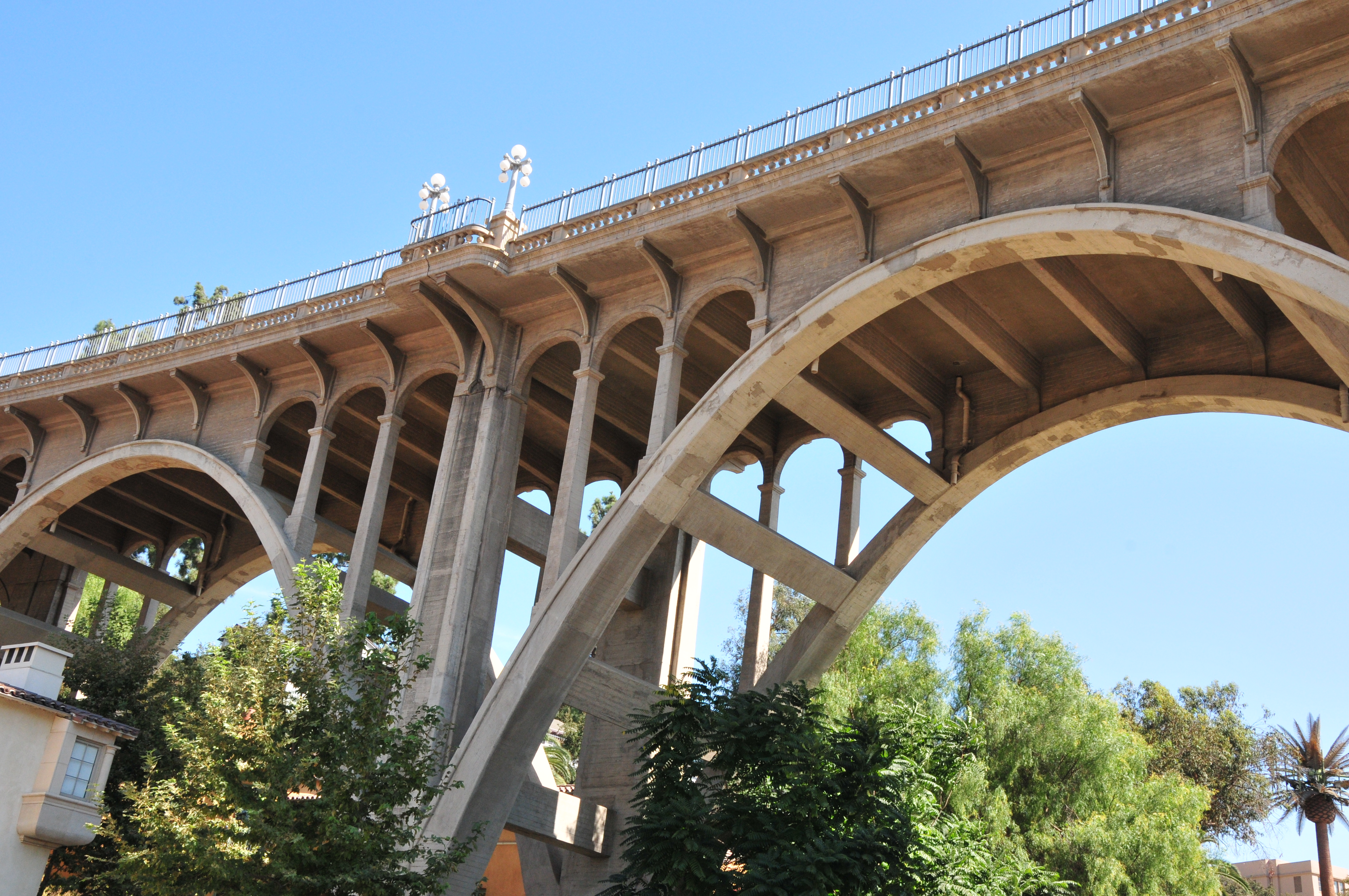

Die Bögen bestehen jeweils aus zwei schmalen parabelförmigen Bogenrippen, die von schlanken Pfeilern flankiert und untereinander durch je sechs flache Querbalken verbunden und versteift werden. Die einzelnen Bogenabschnitte sind im Grundriss rechteckig; die lange Kurve der Brücke wird dadurch erreicht, dass die dicht nebeneinander stehenden Pfeiler an den Außenseiten größere Abstände als an den Innenseiten haben.
Der Raum zwischen den Pfeilern ist in zehn Felder unterteilt. Dieses Raster ist bestimmend für die Anordnung der Konsolen unter der Fahrbahnplatte, für die Aufständerung der Fahrbahnplatte auf den Bogenrippen durch schmale Rundbogen und durch eine geschlossene Wand über dem Bogenscheitel sowie für die Anordnung der Querbalken unter der Fahrbahnplatte.

## Geschichte
Seit den späten 1880er Jahren führte eine steile, enge Straße über eine kleine Brücke im Talgrund. Anfang des 20. Jahrhunderts wurde der Wunsch nach einer modernen, sicheren Straßenverbindung laut. Als die Stadt die Finanzierung geklärt hatte, schrieb sie im Juli 1911 den Entwurf einer Talbrücke zur Verbindung der beiden Hochufer aus. Ende August erhielt John Alexander Low Waddell den Planungsauftrag, einer der Partner von Waddell & Harrington aus Kansas City, Missouri. Im November legte er die Planung vor. Im Februar 1912 sagte das Los Angeles County die Übernahme der Hälfte der Kosten zu. Der Bau wurde ausgeschrieben, im März 1912 vergab man die Bauarbeiten für die Brücke an das Unternehmen Mercereau Bridge and Construction Co. und im Juli 1912 war Baubeginn. Im November 1913, etwas später als vorgesehen, war die Brücke fertig und am 13. Dezember 1913 wurde sie feierlich eröffnet.
1934 wurde sie zu einem Teil des staatlichen Straßensystems, aber schon 1935 hielt man den Bau für überholt und zu klein. 1951 verhinderten öffentliche Proteste ihren Abriss für den Ventura Freeway, stattdessen wurde die Pioneers Bridge in einem großen Bogen an ihr vorbeigeführt. In der Folgezeit wurde sie vernachlässigt. Nach dem Loma-Prieta-Erdbeben wurde sie 1989 sicherheitshalber gesperrt und während fast vier Jahren renoviert, erdbebensicherer gemacht und erweitert.